# Doggumentary
Doggumentary (pierwotnie Doggumentary Music i Doggystyle 2: Tha Doggumentary) – jedenasty studyjny album amerykańskiego rapera Snoop Dogga. Został wydany 29 marca, 2011 roku.
Pierwszym singlem był utwór „Wet”, wydany 17 grudnia, 2010 roku. Kolejnym był „Boom” wydany 8 marca, 2011 roku. Album zadebiutował na 8. miejscu notowania Billboard 200, sprzedając się w ilości 50.000 egzemplarzy w pierwszym tygodniu.

## Lista utworów
| Nr | Tytuł                                                       | Producent                  | Czas |
| -- | ----------------------------------------------------------- | -------------------------- | ---- |
| 1  | „Toyz n Da Hood” (featuring Bootsy Collins)                 | Jake One                   | 2:40 |
| 2  | „The Way Life Used to Be”                                   | Battlecat                  | 3:43 |
| 3  | „My Own Way” (featuring Denaun Porter)                      | Mr.Porter                  | 3:05 |
| 4  | „Wonder What It Do” (featuring Uncle Chucc)                 | Battlecat                  | 3:43 |
| 5  | „My Fuckin’ House” (featuring Young Jeezy & E-40)           | Rick Rock, Mr. Beatz       | 5:07 |
| 6  | „Peer Pressure” (featuring Traci Nelson)                    | Fredwreck                  | 4:07 |
| 7  | „I Don’t Need No Bitch” (featuring Devin the Dude & Kobe)   | Dj Khalil                  | 3:59 |
| 8  | „Platinum” (featuring R. Kelly)                             | Lex Luger                  | 4:29 |
| 9  | „Boom” (featuring T-Pain)                                   | Scott Storch               | 3:50 |
| 10 | „We Rest N Cali” (featuring Goldie Loc & Bootsy Collins)    | Mr. Porter                 | 4:10 |
| 11 | „El Lay” (featuring Marty James)                            | Scoop DeVille              | 4:06 |
| 12 | „Gangbang Rookie” (featuring Pilot)                         | Jake One                   | 3:46 |
| 13 | „This Weed Iz Mine” (featuring Wiz Khalifa)                 | Scoop DeVille              | 3:43 |
| 14 | „Wet”                                                       | The Cataracs               | 3:45 |
| 15 | „Take U Home” (featuring Too Short, Kokane & Daz Dillinger) | Meech Wells                | 3:55 |
| 16 | „Sumthing Like this Night” (featuring Gorillaz)             | Gorillaz                   | 3:37 |
| 17 | „Superman” (featuring Willie Nelson)                        |                            | 2:05 |
| 18 | „Eyez Closed” (featuring Kanye West & John Legend)          | Kanye West                 | 5:02 |
| 19 | „Raised in da Hood”                                         | Warryn Campbell, DJ Reflex | 3:39 |
| 20 | „It’s D Only Thang”                                         | David Banner, THX          | 3:16 |
| 21 | „Cold Game” (featuring LaToya Williams)                     | Ric Rude                   | 3:49 |
| 22 | „Sweat (David Guetta Remix)” (iTunes Pre-Order Bonus Track) | David Guetta               | 3:16 |

## Notowania
| Lista                           | Pozycja |
| ------------------------------- | ------- |
| Australian Albums Chart         | 12      |
| UK Albums Chart                 | 44      |
| UK R&B Albums Chart             | 5       |
| US Billboard 200                | 8       |
| US Billboard R&B/Hip-Hop Albums | 4       |
| US Billboard Rap Albums         | 2       |
| Canadian Albums Chart           | 28      |